# Groupe des Huit (Australie)
Pour les articles homonymes, voir Groupe des Huit (homonymie).

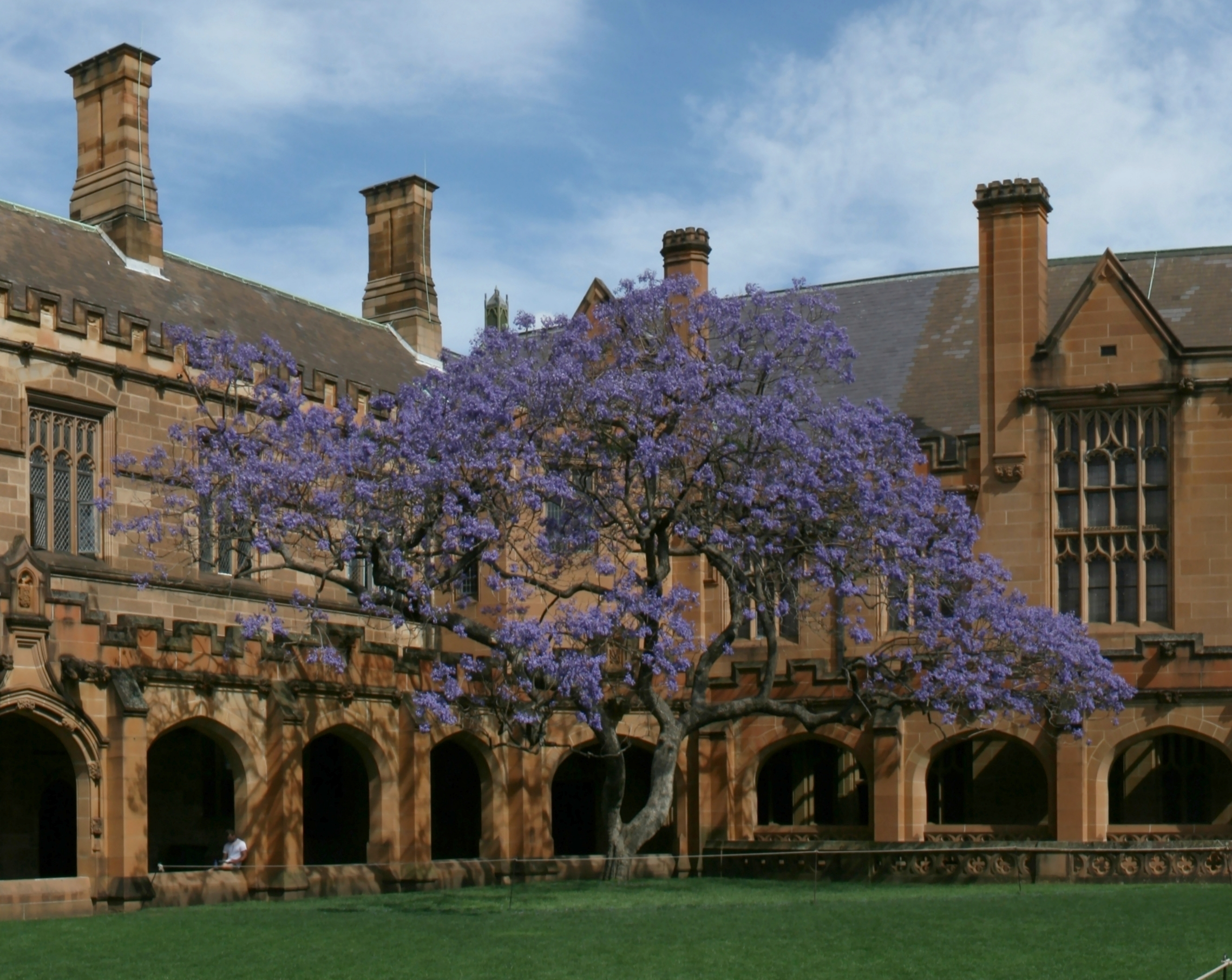
Quadrangle de l'Université de Sydney.

Le groupe des Huit (en anglais : Group of Eight, Go8) est un groupe de huit établissements d'enseignement supérieur réunissant les plus anciennes universités d'Australie. Il a été créé comme un réseau informel des vice-chanceliers en 1994 et a été officiellement créé en 1999. Le groupe est considéré comme la version australienne de l'Ivy League, composée des plus prestigieuses et plus riches universités du États-Unis.
Tous les membres du groupe sauf l'université nationale australienne, l'université de Nouvelle-Galles-du-Sud et l'université Monash sont connues sous le nom d'universités de grès (en anglais : Sandstone Universities) à cause de l'ancienneté de leurs bâtiments et tous leurs principaux campus sont situés dans les six plus grandes villes d'Australie.
Le groupe, en plaidant en faveur de la priorité de financement pour la recherche et par ses activités de lobbying pour récupérer des moyens de financement, se trouve parfois en concurrence avec les universités plus petites, rurales et régionales.

## Membres
| Université                           | Siège          | Créée en | Étudiants | Rang national | Rang mondial |
| ------------------------------------ | -------------- | -------- | --------- | ------------- | ------------ |
| Université de Melbourne              | Melbourne, VIC | 1853     | 33639     | 1             | 16           |
| Université nationale australienne    | Canberra, ACT  | 1946     | 12482     | 2             | 22           |
| Université de Sydney                 | Sydney, NSW    | 1850     | 45182     | 3             | 37           |
| Université du Queensland             | Brisbane, QLD  | 1909     | 37518     | 4             | 43           |
| Université de Nouvelle-Galles du Sud | Sydney, NSW    | 1949     | 39067     | 5             | 45           |
| Monash University                    | Melbourne, VIC | 1958     | 55000     | 6             | 47           |
| Université d'Australie-Occidentale   | Perth, WA      | 1911     | 22419     | 7             | 83           |
| Université d'Adélaïde                | Adélaïde, SA   | 1874     | 18385     | 8             | 106          |